# 藤元健太郎
藤元 健太郎（ふじもと けんたろう、1967年（昭和42年）3月7日 - ）は、日本のコンサルタント。D4DR（ディー・フォー・ディー・アール）株式会社代表取締役社長。1993年からインターネットビジネスの研究を開始し、1994年に野村総合研究所で日本最初のサイバービジネス実験サイトであるサイバービジネスパークをトータルプロデューサーとして立ち上げる。ソフマップ、JTB、JCB、NTTDoCoMo、HONDAなど多くの企業の最初のホームページ立ち上げとインターネットビジネス参入に関わる。
大川功の力添えで1999年に日本のSIPS事業企業の草分けとしてフロントライン・ドット・ジェーピーを立ち上げる。2002年にコンサルティング会社D4DRを立ち上げ後はeビジネスに限らずマーケティング戦略、新規事業・イノベーション支援のプロジェクトに多数関わる。日本の未来社会モデルを高度なテクノロジーと江戸町人モデルが融合した「超江戸社会」にあると提唱。また、関心空間PLANTIOなどスタートアップの立ち上げや経営にも多数参画している。

## 略歴
- 1985年（昭和60年）　国立筑波大学附属高校卒業[2]
- 1991年（平成3年）　電気通信大学情報数理工学科卒業[2]
- 1991年（平成3年）　野村総合研究所入社[2]
- 1999年（平成11年）　株式会社フロントライン・ドット・ジェーピー代表取締役に就任[2]
- 2002年（平成14年）　D4DR（ディー・フォー・ディー・アール）株式会社代表取締役に就任[2]
- 2002年（平成14年）　株式会社関心空間取締役に就任[2]
- 2015年（平成27年）　株式会社PLANTIO取締役共同創業者に就任[2]
- 2019年（平成31年）　FPRC（フューチャー・パースペクティブ・リサーチ・センター）主席研究員に就任[2]

## 委員等
- 経済産業省産業構造審議会情報経済分科会委員/情報サービス・ソフトウェア小委員会委員[2]
- 経済産業省情報セキュリティ基本問題委員会情報セキュリティ専門調査会委員[2]
- 経済産業省「ITによる情報大航海時代の情報活用を考える研究会」委員[2]
- 経済産業省「通信販売の新たな課題に関する研究会」委員[2]
- 法政大学エクステンションカレッジ非常勤講師[2]
- 青山学院大学大学院Executive MBA 非常勤講師[2]
- 関東学院大学人間共生学部 非常勤講師[2]
- 日本オンラインショッピング大賞審査員（1996年-2015年）[2]
- 日本経済新聞「世界情報通信サミット1998年-2006年」オンライン会議メンバー[2]
- TBSラジオ「ニュースストリーム」，J-WAVE，NHK，BSテレ東「日経プラス10」などゲスト多数[2]
- 財団法人デジタルコンテンツ協会主催のデジタルコンテンツグランプリの企画委員、サービス・システム表彰の部審査員[2]
- JIPDEC アドバイザリー委員、g-life委員会 委員長[2]
- VRプロフェッショナルアカデミー理事[2]
- Next Retail Lab 常任理事[2]
- 日本情報経済社会推進協会（JIPDEC）アドバイザリー委員、スマートシティ研究会座長[2]
- Xデザイン学校 アドバイザー[3][2]

その他委員、講演多数

## メディア

### テレビ
- BSニュース 日経プラス10 - コメンテーター[4]

### 連載コラム
- Newsweek Japan　連載コラム「超長期戦略企画室」（2021年-）[4]
- 日本経済新聞　日経MJ連載コラム奔流eビジネス（2009年-)[4]
- 株式会社アイスリーデザイン「in-pocket」[4]

## 著書
- 『サイバー市場の可能性』（生産性出版、1997年4月1日）[4]　ISBN 978-4820116097
- 『28の攻略法でよくわかる ネット&リアルのO2Oマーケティング』(マイナビ、2014年5月23日)[4]　ISBN 978-4839949006
- 『消費トレンド総覧2030』(日経BP、2019年6月28日)[4]
- 『ニューノーマル時代のビジネス革命』（日経BP、2020年7月23日）[4]　ISBN 978-4296107087